# VI Korpus SS (łotewski)
VI Ochotniczy Korpus Armijny SS (łotewski) – (niem. VI. SS-Freiwilligenkorps (lett.), VI. Waffen-Armeekorps der SS (lett.)) jeden z korpusów Waffen-SS, uczestniczył głównie w walkach przeciw Armii Czerwonej. 
Utworzony 8 październiku 1943 roku na poligonie w Grafenwöhr, w celu nadzorowania łotewskich jednostek SS. Podporządkowany na zmianę 16 i 18 Armii (Grupa Armii Północ, od lutego 1945 Grupa Armii Kurlandia), walczył przeciwko Armii Czerwonej na północnym odcinku frontu wschodniego, potem na terenie Łotwy i Kurlandii. Skapitulował w maju 1945.

## Dowódcy korpusu
- gen.[3] Karl Pfeffer-Wildenbruch: (8 października 1943 - 11 czerwca 1944)
- gen. Friedrich Jeckeln: (11 czerwca 1944 - 21 lipca 1944)
- gen. por. Karl Fischer von Treuenfeld: (21 lipca 1944 - 25 lipca 1944)
- gen. Walther Krüger: (25 lipca 1944 - 8 maja 1945)[4]

## Struktura organizacyjna
Jednostki korpuśne: 106 Batalion Łączności SS, 506 Batalion Nebelwerfer SS, 506 Bateria Artylerii Ciężkiej SS, 106 / 506 Batalion Obrony Przeciwlotniczej SS, VI Kompania Korpuśna „Pionier”, VI Batalion Korpuśny „Lehr", 106 Kompania Transportowa SS i 106 Kompania Żandarmerii Polowej SS 
Skład w styczniu 1944:
- 15 Dywizja Grenadierów SS (1 łotewska)

Skład w czerwcu 1944:
- 93 Dywizja Piechoty
- 19 Dywizja Grenadierów SS (2 łotewska)
- 15 Dywizja Grenadierów SS (1 łotewska)

Skład w grudniu 1944:
- 227 Dywizja Piechoty
- 27 Dywizja Pancerna
- 4 Dywizja Pancerna
- 12 Dywizja Polowa Luftwaffe
- 19 Dywizja Grenadierów SS (2 łotewska)
- 93 Dywizja Piechoty

Skład w kwietniu 1945:
- 12 Dywizja Pancerna
- 24 Dywizja Piechoty
- 19 Dywizja Grenadierów SS (2 łotewska)